# Список країн Європи за мінімальним розміром оплати праці
У цьому списку представлена інформація про мінімальний розмір оплати праці в країнах Європи.
Дані представлені на основі 40-годинного робочого тижня і 52 тижнів на рік, за винятком Франції (35 годин), Сан-Марино (37,5 годин), Бельгії (38 годин), Великої Британії (38,1 годин), Ірландії (39 годин), Монако (39 годин) і Німеччини (39,1 годин). У більшості країн мінімальний розмір оплати праці фіксується в розрахунку на місяць, але є країни, де мінімальна оплата праці фіксується тижневою або погодинною ставкою.

## Мапа

### Брутто
Європейські країни за мінімальний розміром оплати праці (брутто)
| Блакитний | вище €1,500     |
| Зелений   | €1,000 — €1,499 |
| Жовтий    | €500 — €999     |
| Червоний  | нижче €500      |

Країни позначені на карті синім кольором мають мінімального розміру оплати праці — в діапазоні від €1500 і вище, зеленим — від €1000 до €1499, жовтим — від €500 до €999, червоним — нижче €500. Країни позначені на карті фіолетовим кольором не мають мінімального розміру оплати праці.

### Нетто
Європейські країни за мінімальним розміром оплати праці (нетто)
| Блакитний | вище €1,500     |
| Зелений   | €1,000 — €1,499 |
| Жовтий    | €500 — €999     |
| Червоний  | нижче €500      |

Країни позначені на карті синім кольором мають мінімального розміру оплати праці — в діапазоні від €1500 і вище, зеленим — від €1000 до €1499, жовтим — від €500 до €999, червоним — нижче €500. Країни позначені на карті фіолетовим кольором не мають мінімального розміру оплати праці.

## Список
| Країна               | Мінімальна оплата праці | Мінімальна оплата праці       | Мінімальна оплата праці                                                   | Період | Погодинна ставка            | Погодинна ставка      | Погодинна ставка      | Курс EUR | Дата                        |
| Країна               | Нетто (EUR)             | Брутто (EUR)                  | Місцева валюта                                                            | Період | Місцева валюта              | (USD)                 | (USD, ПКС)            | Курс EUR | Дата                        |
| -------------------- | ----------------------- | ----------------------------- | ------------------------------------------------------------------------- | ------ | --------------------------- | --------------------- | --------------------- | -------- | --------------------------- |
| Азербайджан          | 172                     | ▲ 188                         | 345 манатів (₼)                                                           | Місяць | ₼1.99                       | 1.17                  | 3.24                  | 0.5451   | 1 січня 2023                |
| Албанія              | 332                     | ▲ 374                         | 40,000 леків                                                              | Місяць | 231 леків                   | 2.32                  | 5.74                  | 0.0093   | 1 квітня 2023               |
| Андорра              | 1286                    | ▲ 1286                        | €1,286.13                                                                 | Місяць | €7.42                       | 7.99                  | 12.37                 | 1        | 1 січня 2023                |
| Білорусь             | 184                     | ▲ 205                         | 554.00 рублів                                                             | Місяць | 3.31рублів                  | 1.32                  | 3.52                  | 0.3696   | 1 січня 2023                |
| Бельгія              | 1479                    | ▲ 1955                        | €1,954.99                                                                 | Місяць | €11.87                      | 12.77                 | 15.62                 | 1        | 1 грудня 2022               |
| Боснія і Герцеговина | 305 (FBiH) 358 (RS)     | ▲ 467 (FBiH) ▲ 521 (RS)       | • 620.00 марок (FBiH, net before tax) • 700.00 марок (RS, net before tax) | Місяць | KM 3.58 (FBiH) KM 4.04 (RS) | 1.97 (FBiH) 2.23 (RS) | 4.68 (FBiH) 5.28 (RS) | 0.5124   | 1 січня 2023 / 1 січня 2023 |
| Болгарія             | 309                     | ▲ 399                         | 780 левів                                                                 | Місяць | 4.50 левів                  | 2.48                  | 5.26                  | 0.5113   | 1 січня 2023                |
| Велика Британія      | 1754                    | ▲ 2004                        | 1,715.83 (38 h/week) фунтів                                               | Місяць | 10.42 фунтів                | 13.10                 | 15.41                 | 1.1677   | 1 квітня 2023               |
| Вірменія             | 181                     | ▲ 251                         | 75,000 драмів(net)                                                        | Місяць | 450 драмів(net)             | 1.17                  | 2.73                  | 0.0024   | 1 січня 2023                |
| Греція               | 778 (12-month)          | ▲ 910                         | €780 / €910 (12-month basis)                                              | Місяць | €5.46                       | 5.88                  | 10.24                 | 1        | 1 квітня 2023               |
| Грузія               | 6/ 338                  | ▬ 7 (private)/ ▲ 431 (public) | 20.00 ларі (private sect.) 1210 ларі (public sect.)                       | Місяць | 0.12 ларі 6.98 ларі         | 0.05 2.68             | 0.12 6.98             | 0.3566   | 19 Jun 1999 / 1 січня 2023  |
| Естонія              | 690                     | ▲ 725                         | €725.00                                                                   | Місяць | €4.31                       | 4.64                  | 6.87                  | 1        | 1 січня 2023                |
| Ірландія             | 1724                    | ▲ 1910                        | €1,909.70 (39 h/week)                                                     | Місяць | €11.30                      | 12.14                 | 15.35                 | 1        | 1 січня 2023                |
| Іспанія              | 1139 (12-month)         | ▲ 1260                        | €1,080 / €1,260 (12-month basis)                                          | Місяць | €8.45                       | 9.10                  | 14.23                 | 1        | 1 січня 2023                |
| Казахстан            | 115                     | ▲ 146                         | 70,000 тенге                                                              | Місяць | 403.85 тенге                | 0.91                  | 2.28                  | 0.0021   | 1 січня 2023                |
| Кіпр                 | 788 / 837               | ▲ 885 / 940                   | €885.00 (basic) / €940.00 (skilled)                                       | Місяць | €5.10                       | 5.49                  | 8.76                  | 1        | 1 січня 2023                |
| Косово               | 250                     | ▬ 264                         | €264.00                                                                   | Місяць | €1.5                        | 1.61                  | 4.23                  | 1        | 14 квітня 2022              |
| Латвія               | 544                     | ▲ 620                         | €620.00                                                                   | Місяць | €3.58                       | 3.85                  | 6.15                  | 1        | 1 січня 2023                |
| Литва                | 633                     | ▲ 840                         | €840.00                                                                   | Місяць | €5.14                       | 5.52                  | 9.66                  | 1        | 1 січня 2023                |
| Люксембург           | 2057 / 2408             | ▲ 2447 / 2936 (skilled)       | €2,447.07 / €2,936.48 (skilled)                                           | Місяць | €14.14                      | 15.20                 | 16.18                 | 1        | 1 лютого 2023               |
| Мальта               | 740                     | ▲ 835                         | €835.16                                                                   | Місяць | €4.82                       | 5.18                  | 8.58                  | 1        | 1 січня 2023                |
| Молдова              | 167                     | ▲ 209                         | 4,000 леїв                                                                | Місяць | 23.67 леїв                  | 1.33                  | 3.22                  | 0.0522   | 1 січня 2023                |
| Монако               | 1786                    | ▲ 1947                        | €1,946.88                                                                 | Місяць | €11.52                      | 12.40                 | Н/Д                   | 1        | 1 травня 2023               |
| Нідерланди           | 1894                    | ▲ 1995                        | €1,995.00                                                                 | Місяць | €11.51                      | 12.39                 | 14.76                 | 1        | 1 червня 2023               |
| Німеччина            | 1450                    | ▬ 1976                        | €1,976 (38 h/week)                                                        | Місяць | €12.00                      | 12.93                 | 16.42                 | 1        | 1 жовтня 2022               |
| Північна Македонія   | 328                     | ▲ 483                         | 20,175 динарів (net)                                                      | Місяць | 116.39 динарів (net)        | 2.04                  | 5.74                  | 0.0163   | 1 березня 2023              |
| Польща               | 626                     | ▲ 810                         | 3,600 злотих                                                              | Місяць | 23.50 злотих                | 5.69                  | 11.65                 | 0.2249   | 1 червня 2023               |
| Португалія           | 789 (12-month)          | ▲ 887                         | €760 / €886.67 (12-month basis)                                           | Місяць | €5.12                       | 5.51                  | 9.36                  | 1        | 1 січня 2023                |
| Росія                | 159                     | ▼ 182                         | 16,242 рублів                                                             | Місяць | 93.70 рублів                | 1.13                  | 3.04                  | 0.0112   | 1 січня 2023                |
| Румунія              | 383                     | ▲ 605                         | 3,000 леїв                                                                | Місяць | 18.145 леїв                 | 3.94                  | 8.80                  | 0.2014   | 1 січня 2023                |
| Сан-Марино           | 1296                    | ▬ 1583                        | €1,582.57                                                                 | Місяць | €10.43                      | 11.23                 | 16.69                 | 1        | 1 січня 2022                |
| Сербія               | 341                     | ▲ 460                         | 40,020 динарів (net)                                                      | Місяць | 230.00 динарів (net)        | 2.11                  | 4.91 (net)            | 0.0085   | 1 січня 2023                |
| Словаччина           | 569                     | ▲ 700                         | €700.00                                                                   | Місяць | €4.023                      | 4.33                  | 7.56                  | 1        | 1 січня 2023                |
| Словенія             | 878                     | ▲ 1203                        | €1,203.36                                                                 | Місяць | €6.92                       | 7.45                  | 12.01                 | 1        | 1 січня 2023                |
| Туреччина            | 338                     | ▼ 397                         | 10,008 лір                                                                | Місяць | 57.74 лір                   | 2.47                  | 9.34                  | 0.0397   | 1 січня 2023                |
| Угорщина             | 418                     | ▲ 629                         | 232,000 форинтів                                                          | Місяць | 1,334 форинтів              | 3.90                  | 8.39                  | 0.0027   | 1 січня 2023                |
| Україна              | 136                     | ▼ 169                         | 6,700 гривень                                                             | Місяць | 40.46 гривень               | 1.10                  | 2.97                  | 0.0252   | 1 січня 2023                |
| Франція              | 1383                    | ▲ 1747                        | €1,747.20                                                                 | Місяць | €11.52                      | 12.41                 | 16.23                 | 1        | 1 травня 2023               |
| Хорватія             | 554                     | ▲ 700                         | 5,274.15 кун / €700.00                                                    | Місяць | €4.04                       | 4.35                  | 8.98                  | 1        | 1 січня 2023                |
| Чехія                | 649                     | ▲ 731                         | 17,300 крон                                                               | Місяць | 103.80 крон                 | 4.72                  | 7.58                  | 0.0422   | 1 січня 2023                |
| Чорногорія           | 450                     | ▬ 533                         | €532.5                                                                    | Місяць | €3.07                       | 3.31                  | 8.10                  | 1        | 1 січня 2022                |